# Pink Friday
Pink Friday je debitantski studijski album trinidadsko-američke reperice Nicki Minaj. Izdale su ga 19. studenoga 2010. diskografske kuće Young Money, Cash Money i Universal Motown. Album je ponovno izdan kao deluxe CD i sadržavao je hit singl Super Bass.